# Internet Speculative Fiction Database
 (août 2023).

L’Internet Speculative Fiction Database (ISFDB, littéralement « Base de données internet de fiction spéculative ») est une base de données bibliographiques sur la science-fiction et les genres semblables, tels la fantasy et l'horreur,. L'ISFDB est un projet bénévole où la base de données et le wiki sont édités et publiés sous Creative Commons. Il existe un effort concerté entre la Wikipédia en anglais et l'ISFDB pour établir des liens entre ces projets. Les données sont réutilisées par Freebase, sous licence Creative Commons. Même si l'ISFDB est principalement une base de données bibliographique de recherche, elle publie aussi des données biographiques sur les livres, les écrivains, les collections et les éditeurs qui n'ont pas une notoriété suffisante pour avoir une entrée dans la Wikipédia en anglais.